# 中华人民共和国航空工业部
中华人民共和国航空工业部是中华人民共和国曾經設置的一個国务院组成部门。1951年4月18日中央人民政府重工业部航空工业局在沈阳成立，1952年迁至北京后改为二机部四局，1958年4月又改为一机部四局。1960年由一机部分出負責军事工业等的中华人民共和国第三机械工业部，三机部四局负责航空工业。1963年，原三机部拆分为第三、第四、第五、第六共四个机械工业部，在原三机部四局基础上组建的新三机部负责航空工业，1972年迁入交道口南大街67号原交通部办公大楼。1982年，第三机械工业部改名為航空工业部。

## 组织结构
实行部长负责制，部机关在北京市交道口。

### 历任部长
1. 孙志远（1961.1.30-1965.11）
2. 陈华堂少将（1967.5－1967.10）（军管会主任）
3. 周洪波（1967.10－1970.6 军管会主任）（1970.7－1971.11 革委会主任）
4. 李际泰（1971.11－1972.3 革委会主任）（1972.3－1977.12 部长）其中1972-1975兼北京军区空军司令员，1977年12月因牵连四人帮被免职隔离审查
5. 吕东 （1977.12－1981.9）
6. 莫文祥（1981.9－-1982.4）

### 内设机构
1973年，内设五个机构：
- 政治部
- 办公厅
- 生产局 局长油江
  - 飞机发动机处
  - 辅机处
  - 生产计划调度处
  - 质量处
  - 设备处
- 科技局
- 物资局

其中生产局最大，人最多，有50多人。当时整个三机部人员结构都非常精简，各局从上到下就是局长、处长、工程师，没有虚职。
1975年四届人大选出新一届国务院，三机部与国防部第六研究院合并，部机关既要管批量生产，又要负责新产品的研制，进行了机构调整，成立了发动机局。第一任局长是黄少华，之后是王祖浒、孙巩、陈俊、王祖浒等。 
1980年代内设机构有：
- 干部司
- 教育司
- 质量司
- 调度局
- 军机局
- 发动机局
- 机载局
- 试飞局
- 等等